# Thomas Kuhn
Thomas Samuel Kuhn, född 18 juli 1922 i Cincinnati i Ohio, död 17 juni 1996 i Cambridge i Massachusetts, var en amerikansk professor, vetenskapsteoretiker och författare till många verk inom idé- och lärdomshistoria. 

## Biografi
Från förskolan till femte klass utbildades Kuhn vid Lincoln School, en privat skola på Manhattan, som betonade självständigt tänkande snarare än att lära sig fakta och ämnen. Familjen flyttade sedan 64 km norrut till den lilla staden Croton-on-Hudson, New York, där han återigen gick i en privat skola, Hessian Hills School. Det var här som han i sjätte till nionde klass lärde sig att älska matematik. Han lämnade Hessian Hills 1937. Han utexaminerades 1940 från The Taft School i Watertown, Connecticut.
Kuhn avlade doktorsexamen i fysik vid Harvard University 1949 och undervisade sedan i vetenskapshistoria vid detta universitet mellan 1948 och 1956. Därefter undervisade Kuhn vid, i tur och ordning, University of California, Berkeley, Princeton University och Massachusetts Institute of Technology, till dess han pensionerade sig 1991.
Mest känd är Kuhn för sin bok De vetenskapliga revolutionernas struktur, i vilken han lägger fram idén att vetenskapen genomgår en stegvis utveckling där en fas utgörs av vetenskapsteoretiska revolutioner, av Kuhn kallade paradigmskiften, en idé som liknar Gaston Bachelards teori om epistemologisk brytning (coupure épistémologique), men utvecklades parallellt. Mot dessa revolutioner står den så kallade normalvetenskapen, som betecknar den fas när inga större förändringar sker, då vetenskapen håller sig inom paradigmet. Enligt Kuhn föregås ett paradigmskifte alltid av en vetenskaplig kris, som till exempel kan utgöras av anomalier som inte kan förklaras utifrån paradigmet. Olika paradigm har olika metoder och olika uppfattningar om vad som betingar giltighet. Vad som slutligen avgör vad som blir ett paradigmskifte är bland annat grupptryck.
Central i Kuhns begreppsvärld är även hans teori om inkommensurabilitet. Enligt Kuhn påverkas perceptionen av paradigmet, och vad som motsäger paradigmets giltighet märks därför inte av vetenskapsmännen; en observation kan således aldrig vara objektiv, opartisk eller utan förutfattade meningar. 
Boken fick enorm betydelse för all form av vetenskaplig forskning, och det blotta faktum att det idag är vanligt att tala om paradigm går tillbaka till denna bok av Kuhn. Uttrycket vetenskaplig revolution är dock inte myntat av Kuhn utan hade redan börjat användas bland vetenskapshistoriker några år tidigare; den äldsta förekomsten i en boktitel härrör från 1954.
Kuhn är vid sidan av Karl Popper, Imre Lakatos och Paul Feyerabend en av de viktigaste vetenskapsteoretikerna under efterkrigstiden. Kuhn delar Poppers kritik av positivismen, men kritiserar bland annat Poppers vetenskapshistoriska åskådning och falsifikationism.

## Arbeten i urval
- Thomas S. Kuhn, The Structure of Scientific Revolutions, University of Chicago Press, Chicago, 1962. ISBN 0-226-45808-3. Svensk översättning De vetenskapliga revolutionernas struktur av Örjan Björkhem (1979), ISBN 91-578-0092-8.

### Webbkällor
- ”Thomas Kuhn” (på engelska). Stanford Encyclopedia of Philosophy. Arkiverad från originalet den 25 februari 2014. https://www.webcitation.org/6Nf2ClHoh?url=http://plato.stanford.edu/entries/thomas-kuhn/. Läst 25 februari 2014.